# Malina Weissman

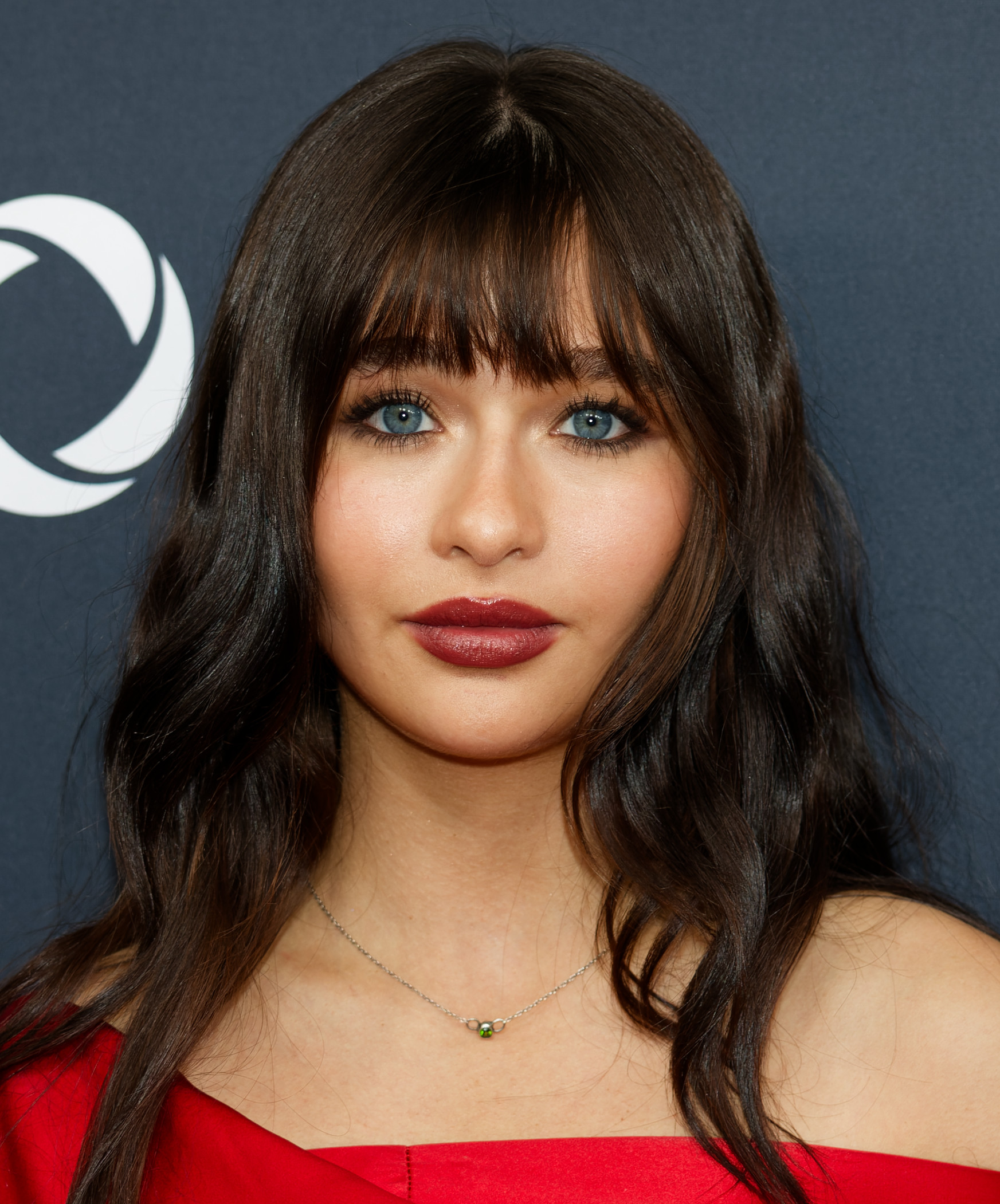
Malina Weissman (2024)

Malina Weissman (* 12. März 2003 in New York City, New York) ist eine US-amerikanische Schauspielerin und Model.

## Karriere
Weissman begann ihre Karriere als Model im Alter von acht Jahren. Sie arbeitete unter anderem für renommierte Designer und Marken wie Calvin Klein, Ralph Lauren, Donna Karan, Levi’s, Benetton und H&M. Erstmals als Schauspielerin trat sie in Werbespots für die Marke Mein kleines Pony und dem Kosmetikhersteller Maybelline auf.
Im Jahr 2014 gab sie in dem Science-Fiction-Actionfilm Teenage Mutant Ninja Turtles ihr Filmdebüt. Sie porträtierte die junge April O’Neil, die in einer älteren Version von Megan Fox dargestellt wurde. Von 2015 bis 2016 übernahm Weissman in der Warner-Bros.-Superhelden-Serie Supergirl die Rolle der jungen Kara Zor-El, die Protagonistin der Serie, die in einer älteren Version von Melissa Benoist gespielt wird. Im Jahr 2016 hatte sie in dem Film Thirsty einen Auftritt. Im selben Jahr war sie in einer Hauptrolle neben Kevin Spacey und Jennifer Garner in der von Barry Sonnenfeld inszenierten Filmkomödie Voll verkatert zu sehen.
Am 2. Januar 2016 wurde bekannt, dass Weissman in Eine Reihe betrüblicher Ereignisse – einer Adaption der gleichnamigen Romanreihe – die Rolle der Violet Baudelaire übernehmen werde. Für die Besetzung in Betracht gezogen wurde sie von Barry Sonnenfeld, der mit seiner Produktionsfirma Sonnenfeld Productions die Serie entwickelt und der mit Weissman zuvor in seinem Film Voll verkatert zusammenarbeitete. Die Serie hatte schließlich am 13. Januar 2017 weltweit bei Netflix Premiere.

## Filmografie
- 2014: Teenage Mutant Ninja Turtles
- 2015–2016: Difficult People (Fernsehserie, 2 Folgen)
- 2015–2016: Supergirl (Fernsehserie, 7 Folgen)
- 2016: Thirsty
- 2016: Voll verkatert (Nine Lives)
- 2017–2019: Eine Reihe betrüblicher Ereignisse (A Series of Unfortunate Events, Fernsehserie, 25 Folgen)
- 2022: Evil (Fernsehserie, Folge 3x06)
- 2024: Ick